# 紹斯伯里 (康乃狄克州)
紹斯伯里（英語：Southbury）是一個位於美國康乃狄克州新哈芬縣的城鎮。

## 地理
紹斯伯里的座標為41°28′25″N 73°14′03″W / 41.47361°N 73.23417°W，而該地的平均海拔高度為102米（即335英尺）。

## 人口
根據2010年美國人口普查的數據，紹斯伯里的面積為103.80平方千米，當中陸地面積為101.00平方千米，而水域面積為2.80平方千米。當地共有人口19904人，而人口密度為每平方千米191.75人。